# Generalabonnement

Generalabonnement Logo

Das Generalabonnement (GA) (französisch Abonnement général (AG), italienisch Abbonamento generale (AG), rätoromanisch Abunament general (AG), englisch GA Travelcard), kurz General-Abo, ist ein Abonnement, welches freie Fahrt auf – fast – dem gesamten Netz des öffentlichen Verkehrs in der Schweiz und im Fürstentum Liechtenstein gewährt. Der Geltungsbereich erstreckt sich auch bis zu einigen ausländischen Bahnhöfen in Grenznähe, insbesondere Delle und Annemasse (Frankreich), Konstanz (Deutschland) sowie Domodossola und Tirano (Italien).
Seit 1. August 2015 wird das Generalabonnement beim Erwerb im neuen Swisspass, der zwei RFID-Chips enthält, integriert.

## Geschichte
| Jahr | Anzahl GA |
| ---- | --------- |
| 1963 | 8'758     |
| 1970 | < 8'000   |
| 1989 | 38'330    |
| 1999 | 220'000   |
| 2006 | 300'000   |
| 2010 | 405'000   |
| 2011 | 425'099   |
| 2012 | 441'618   |
| 2013 | 443'724   |
| 2016 | 472'000   |
| 2017 | 480'000   |
| 2018 | 490'000   |
| 2019 | 500'000   |
| 2020 | 439'000   |
| 2021 | 401'000   |
| 2022 | 431'000   |
| 2023 | 447'116   |

Das erste Generalabonnement wurde 1898 auf Initiative des Vereins der berufstätigen Reisenden und der Nordostbahn eingeführt. Beteiligt an diesem Generalabonnement waren damals 15 Schweizer Bahnen mit einer Streckenlänge von insgesamt 3'195 Kilometern. Das Generalabonnement kostete anfangs 420 Franken für die zweite Klasse und 300 Franken für die dritte Klasse; es löste zudem das 1891 eingeführte Halbtaxabonnement ab. 1917 wurde das Generalabonnement auf Grunde mangelnder Kohlelieferungen vor allem aus Deutschland und damit mangelnder Fahrgelegenheiten unattraktiv. Zeitweise wurde 1918 der Verkauf des Generalabonnements eingestellt. Das Halbtaxabonnement wurde 1918 wieder eingeführt.
Bis Ende der zwanziger Jahre wurde der Gültigkeitsbereich ständig erweitert. Er wuchs auf 5'502 Kilometer im Jahre 1929. Damit der Preis nicht angehoben werden musste, hatte man die Einbindung weiterer Transportunternehmen gestoppt, zwanzig Jahre später aber um weitere 6'500 neue Netzkilometer erweitert, die jedoch nur zum Halbtaxtarif befahren werden konnten. Zu diesen neuen Netzkilometern zählten zum Beispiel die Postautolinien über den Klausenpass sowie die Bahnstrecke von Visp nach Zermatt. 1990 wurden die Nahverkehrsunternehmungen der 24 grössten Städte ins Generalabonnementsnetz aufgenommen. Heute ist das Generalabonnement auf rund 23'500 Kilometern uneingeschränkt gültig. Den Grossteil des Netzes bildet das Postautonetz mit 10'350 Kilometern. Seit 1996 wird das Generalabonnement im Kreditkartenformat verkauft. Das Abonnement ist seither mit diversen Sicherheitsmerkmalen ausgestattet, welche das Fälschen erschweren sollen.
Per 1. Januar 2009 änderten die Schweizerischen Bundesbahnen das Design. Dieses war nun teilweise transparent und sollte so zu noch mehr Sicherheit beitragen. Bereits vorher wurden die Mitarbeiterabonnemente der SBB im durchsichtigen Design ausgegeben.
Im Jahr 2019 befanden sich mehr als 500'000 GAs im Umlauf, womit ein Rekordstand an Generalabonnementen erreicht wurde. In Folge der COVID-19-Pandemie sind die Verkaufszahlen ab dem Jahr 2020 eingebrochen. Die Anzahl im Umlauf befindlicher Abonnemente hat sich gegenüber dem Höchststand von 2019 bis September 2021 um ca. 20 % reduziert auf rund 400'000 GAs. 2022 ist die Zahl der gelösten GAs um sechs Prozent auf 431'000 angestiegen.

## Bedeutung des Generalabonnements
Das Generalabonnement ist ein Spitzenprodukt des schweizerischen Tarifsystems im öffentlichen Verkehr und wurde auch nur durch dieses ermöglicht. Im Jahr 2022 wurde es umsatzmässig erstmals von den Einzelbilletten überholt. Mit dem GA kann der Kunde, praktisch unabhängig vom Zielort und den benutzten Beförderungsgesellschaften, mit nur einem Billett reisen. Das Generalabonnement ist gültig bei allen grossen Eisenbahnen, fast allen Privatbahnen; auf dem gesamten Postautonetz und bei den meisten weiteren Busgesellschaften sowie bei den meisten städtischen Verkehrsbetrieben (Bus, Tram) und vielen Schifffahrtslinien. Damit unterscheidet sich das Abonnement grundlegend von Netzkarten in anderen Staaten, etwa der BahnCard 100 in Deutschland oder der 2021 abgelösten ÖSTERREICHCARD in Österreich, die hauptsächlich bei der jeweiligen Bahngesellschaft Gültigkeit besitzen. Jedoch wird hier auch versucht, dem Beispiel des Generalabos zu folgen. In Deutschland ist es seit der Einführung des sogenannten City-Tickets 2003 möglich, in ausgewählten Städten den innerstädtischen Verkehr innerhalb bestimmter Tarifgrenzen zu nutzen. Das Österreich-Ticket scheiterte 2009 noch aus finanziellen Gründen. Im Oktober 2021 wurde das österreichische Klimaticket eingeführt, welches dem Generalabonnement ähnelt, aber sehr viel günstiger ist. Deutschland führte im Mai 2023 das Deutschlandticket ein, welches jedoch nur für den Nahverkehr einschließlich der Nahverkehrszüge gilt.
Als Nachteil des Generalabonnements wird gelegentlich vorgebracht, dass trotz des sehr dichten Verkehrsnetzes der Schweiz nicht alle Ortschaften – vor allem in Berggebieten und in Randstunden – sinnvoll erschlossen seien, und ein kompletter Verzicht auf ein Auto daher nicht möglich sei. Das Problem wird teilweise durch neue Angebote wie den Rufbus gemildert oder kann durch Carsharing gelöst werden (Generalabonnement-Besitzer erhalten bei der Mobility Genossenschaft, der grössten Schweizer Carsharing-Firma, die Standplätze an den Bahnhöfen betreibt, Ermässigungen).

## Preise
| Datum        | GA 3. Klasse | GA 2. Klasse | GA 1. Klasse | Q             |
| ------------ | ------------ | ------------ | ------------ | ------------- |
| 1898         |              | 300 Fr.      | 420 Fr.      | [ 20 ]        |
| 1920         | 300 Fr.      | 450 Fr.      | 600 Fr       |               |
| 1921         | 1300 Fr.     | 1950 Fr.     | 2700 Fr.     | [ 20 ]        |
| 1930         | 902 Fr.      | 1262 Fr.     | 1802 Fr.     |               |
| 1940         | 900 Fr.      | 1200 Fr.     | 1500 Fr.     |               |
| 1950         | 1000 Fr.     | 1330 Fr.     |              |               |
| 1960         |              | 1130 Fr.     | 1580 Fr.     |               |
| 1970         |              | 1200 Fr.     | 1800 Fr.     |               |
| 1971         |              | 1200 Fr.     | 1800 Fr.     | [ 20 ]        |
| 1980         |              | 1440 Fr.     | 2160 Fr.     |               |
| 1985         |              | 2050 Fr.     | 3050 Fr.     | [ 21 ]        |
| 27. Mai 1990 |              | 2150 Fr.     | 3150 Fr.     | [ 22 ]        |
| 2. Juni 1991 |              | 2300 Fr.     | 3450 Fr.     | [ 22 ]        |
| 31. Mai 1992 |              | 2450 Fr.     | 3900 Fr.     | [ 22 ]        |
| 23. Mai 1993 |              | 2500 Fr.     | 3980 Fr.     | [ 22 ]        |
| 1995         |              | 2600 Fr.     |              | [ 22 ]        |
| 02.12.1998   |              | 2600 Fr.     | 4200 Fr.     | [ 23 ]        |
| 24.02.1999   |              | 2800 Fr.     | 4400 Fr.     | [ 22 ] [ 24 ] |
| 09.12.2000   |              | 2800 Fr.     | 4400 Fr.     | [ 25 ]        |
| 05.12.2001   |              | 2900 Fr.     | 4600 Fr.     | [ 26 ]        |
| 28.12.2002   |              | 2900 Fr.     | 4600 Fr.     | [ 22 ] [ 27 ] |
| 17.12.2003   |              | 2900 Fr.     | 4600 Fr.     | [ 28 ]        |
| 12.12.2004   |              | 2990 Fr.     | 4700 Fr.     | [ 29 ] [ 30 ] |
| 28.12.2005   |              | 2990 Fr.     | 4700 Fr.     | [ 31 ]        |
| 11.12.2006   |              | 2990 Fr.     | 4700 Fr.     | [ 32 ]        |
| 09.12.2007   |              | 3100 Fr.     | 4850 Fr.     | [ 30 ] [ 33 ] |
| 29.12.2008   |              | 3100 Fr.     | 4850 Fr.     | [ 34 ]        |
| 2009         |              | 3100 Fr.     | 4850 Fr.     | [ 35 ]        |
| 12.12.2010   |              | 3300 Fr.     | 5150 Fr.     | [ 30 ]        |
| 11.12.2011   |              | 3350 Fr.     | 5350 Fr.     | [ 36 ]        |
| 09.12.2012   |              | 3550 Fr.     | 5800 Fr.     | [ 36 ]        |
| 2013         |              | 3550 Fr.     | 5800 Fr.     | [ 37 ]        |
| 14.12.2014   |              | 3655 Fr.     | 5970 Fr.     | [ 36 ]        |
| 05.12.2015   |              | 3655 Fr.     | 5970 Fr.     | [ 38 ]        |
| 11.12.2016   |              | 3860 Fr.     | 6300 Fr.     | [ 36 ]        |
| 2018         |              | 3860 Fr.     | 6300 Fr.     | [ 39 ]        |
| 2019         |              | 3860 Fr.     | 6300 Fr.     |               |
| 2020         |              | 3860 Fr.     | 6300 Fr.     |               |
| 23.11.2021   |              | 3860 Fr.     | 6300 Fr.     |               |
| 10.12.2023   |              | 3995 Fr.     | 6520 Fr.     | [ 40 ] [ 41 ] |

Das GA kann von allen natürlichen und juristischen Personen erworben werden. Im Jahr 2024 beträgt der Jahrespreis für das GA 3.995 CHF in der zweiten Klasse und 6.520 CHF in der ersten Klasse. Für Familien bestehen Rabatte von bis zu 75 Prozent. Auch Junioren und Senioren, Jugendliche bis 25 Jahre sowie Reisende mit einer Behinderung erhalten das GA günstiger. In Korrelation zum gestiegenen Mobilitätsbedürfnis entwickelte sich auch die Anzahl der Generalabonnemente. Waren 1980 lediglich knapp 10'000 Abos im Umlauf, erreichte das GA am 20. November 2013 die Zahl von 443'724 Abonnementen im Umlauf.
Für Ehepaare, Familien und Wohngemeinschaften werden Ermässigungen gewährt, sofern mindestens eine Person ein Generalabonnement zum vollen Preis kauft. So kostet zum Beispiel ein Generalabonnement für junge Erwachsene bis 25 Jahre, die noch bei den Eltern leben, 925 CHF im Jahr, sofern ein Elternteil ein Generalabonnement besitzt.
Für Hunde ab einer Schulterhöhe von 30 Zentimetern und Fahrräder (unter dem Namen Velo-Pass) werden ebenfalls Generalabonnements vertrieben. So kostete ein Hunde-GA 805 Franken sowohl in der ersten als auch zweiten Klasse. 2021 wurde das Hunde-GA durch den Hunde-Pass ersetzt, welcher an einen persönlichen Swisspass gebunden ist und für 350 Franken erhältlich ist. Touristen können während ihres Aufenthaltes in der Schweiz den «Swiss Travel Pass» erwerben, der während seiner Gültigkeit wie ein Generalabonnement wirkt.
Zuschläge für Nachtzüge und Nachtbusse sind im GA nicht inbegriffen und müssen zusätzlich gelöst werden.

## Sonderformen des GA

### Firmen-GA
Bis 2005 konnten Unternehmen ein GA erwerben, welches als „Kartensatz“ mit einer übertragbaren Fahrkarte für jeden Tag des Jahres geliefert wurde. Diese übertragbaren Fahrkarten konnten dann einzeln verwendet werden.
Die Unternehmen erhielten nach der Änderung 2005 die GA in Form von Plastikkarten. Seit dem Fahrplanwechsel 2011/2012 sind keine Firmen-GA mehr erhältlich; der Verkauf wurde vom Verband öffentlicher Verkehr (VöV) eingestellt.

### Tageskarte Gemeinde
Bis Ende 2023 konnten auch Gemeinden solche „Kartensätze“ mit übertragbaren Fahrkarten für jeden Tag des Jahres erwerben und die Karten dann einzeln an die Bewohner der Gemeinde oder auch Dritte abgeben. Meist waren diese „Tageskarten“ zu Preisen von 30 bis 45 CHF erhältlich.

### Spartageskarte
Als Alternative zu den bislang bei den Gemeinden erhältlichen „Tageskarten Gemeinde“ wurde 2023 die „Spartageskarte“ eingeführt. Es handelt sich hierbei um Karten eines schweizweit zur Verfügung stehenden Kontingentes, also um ein mengenmäßig begrenztes Angebot. Die Karten werden mit Namen und Geburtsdatum personalisiert, sind also nicht mehr übertragbar. Sie können bis zu sechs Monate im Voraus und bis längstens einen Tag vor der Reise gekauft werden. Am Tag der Reise kann die Karte nicht mehr erworben werden. Am Reisetag ist ggf. noch eine „Tageskarte zum Halbtax“ möglich.
Die Karten sind online bzw. mobil zu einem Vorverkaufspreis im Jahr 2024 ab 29 CHF (2. Klasse mit Halbtax) bzw. ab 52 CHF (2. Klasse zum Normalpreis) erhältlich.

### Spartageskarte Gemeinde
Die „Tageskarten Gemeinde“ wurden 2024 durch die nun schweizweit kontingentierten „Spartageskarten Gemeinde“ ersetzt. Die Karten sind nur bei den teilnehmenden Städten und Gemeinden erhältlich. Die Karten werden mit dem Namen und Geburtsdatum personalisiert, sind also nicht mehr übertragbar. Karten können auch nicht mehr reserviert werden. Sie können bis zu sechs Monate im Voraus und bis längstens einen Tag vor der Reise gekauft werden. Am Tag der Reise kann die Karte nicht mehr erworben werden. Am Reisetag ist ggf. noch eine „Tageskarte zum Halbtax“ möglich.
Die Karten sind für die 1. und 2. Klasse mit und ohne Halbtax in zwei „Preisstufen“ erhältlich. Preisstufe 1 gilt für Fahrkarten, die spätestens zehn Tage vor dem Gültigkeitstag erworben werden, und Preisstufe 2 gilt für Fahrkarten, die erst danach gekauft werden.
In Preisstufe 1 (mind. zehn Tage im Voraus gekauft) werden 2024 mit Halbtax 39 CHF in der 2. Klasse bzw. 66 CHF in der 1. Klasse fällig; ohne Halbtax sind es 52 CHF bzw. 88 CHF.
In Preisstufe 2 werden 2024 mit Halbtax 59 CHF in der 2. Klasse bzw. 99 CHF in der 1. Klasse fällig; ohne Halbtax sind es 88 CHF bzw. 148 CHF.

### Tageskarte zum Halbtax
Auch noch am Reisetag kann die „Tageskarte zum Halbtax“ erworben werden. In der 2. Klasse kostet diese im Jahr 2024 78 CHF und in der 1. Klasse 128 CHF.

## Zusatzleistungen
Mit dem Kauf eines Generalabonnements erhält der Besitzer bei den meisten öffentlichen Verkehrsmitteln der Schweiz wie oben angeführt freie Fahrt. Bei allen anderen Betrieben gibt das Generalabonnement mindestens dieselbe Vergünstigung wie ein Halbtax. Das heisst, dass bei diesen Bergbahnen, Busbetrieben und Schifffahrtslinien eine Ermässigung von in der Regel 50 Prozent, in einigen Fällen 25 Prozent gewährt wird.
Generalabonnement-Besitzer erhalten zudem Ermässigung bei der Mobility Genossenschaft und Rabatt oder Kostenfreiheit auf zahlreiche Nebendienstleistungen der Bahn (zum Beispiel Gepäcktransport, Fundservice). Schliesslich erhalten sie mehrmals jährlich für diverse Ausflüge Rabattmarken. Inhaber eines Generalabonnements der ersten Klasse hatten in der ehemaligen SBB Lounge in Zürich sowie seit dem 2. Juli 2007 freien Eintritt in alle Lounges genannten Wartesäle der im Railteam zusammengeschlossenen Bahnunternehmen.